# Mycena leaiana
Mycena leaiana, comúnmente conocido como mycena naranja o mycena Lea, es una especie de hongos sapróbico de América del Norte de hongos del género Mycena, y de la familia de los Tricholomataceae. Caracterizado por sus tapas de color naranja brillante y tallos con bordes de color rojizo-anaranjado de enmalle, que por lo general crecen en racimos densos de hoja caduca en los campos. El pigmento responsable del color naranja en esta especie tiene propiedades antibióticas. Una variedad de la especie, Mycena leaiana var. australis, se encuentra en Australia.

## Etimología
Originalmente llamado leajanus Agaricus por el biólogo inglés Miles Joseph Berkeley en 1845, Pier Andrea Saccardo lo movió más tarde (1891) al género Mycena cuando el género Agaricus grande se dividió. La especie fue renombrada después de que Thomas Gibson Lea (1785-1844), coleccionista de setas de Ohio habio una colección de especímenes a Berkeley para su identificación
- Datos: Q6946892
- Multimedia: Mycena leaiana / Q6946892